# Erich Gottschald
Johannes Erich Gottschald (* 16. März 1887 in Dresden; † 12. Februar 1949 in Göppingen) war ein deutscher Jurist und hoher Verwaltungsbeamter. Er leitete die Sächsische Staatskanzlei und war Intendant des Sächsischen Staatstheaters in Dresden.

## Leben und Wirken
Gottschald war der Urenkel von Ludwig Richter und besaß mehrere Originale von ihm. Sein Vater war der Rechtsanwalt Maximilian Hugo Gottschald. Nach Schulbesuch, Studium der Rechtswissenschaften (u. a. an der Universität Oxford) und der 1910 erfolgten Promotion zum Dr. jur. schlug Gottschald eine Verwaltungslaufbahn ein. Zwischen 1914 und 1921 erhielt er zunächst eine Stelle beim Polizeipräsidium in seiner Heimatstadt Dresden, dann wechselte er als juristischer Hilfsarbeiter an das sächsische Innenministerium und dann an das Wirtschaftsministerium. 1921 trat er dann in den Dienst des sächsischen Außenministeriums. Dort war er u. a. sächsischer Gesandter bei den süddeutschen Regierungen mit Sitz in München. Zum Zeitpunkt seiner Heirat 1923 war er Legationssekretär, später stieg er bis zum  Ministerialdirektor auf. Als solcher leitete er als Nachfolger von Curt Lahr ab Januar 1939 die Sächsische Staatskanzlei in Dresden. Er blieb bis zum Ende des Zweiten Weltkrieges in dieser Funktion. Er verließ Dresden und ließ sich in Göppingen nieder, wo er 1949 starb.
Bereits im Dezember 1935 wurde er zusätzlich zu seinen sonstigen Aufgaben mit der Führung der Geschäfte der Generalintendanz des Sächsischen Staatstheaters beauftragt. Diese Funktion nahm er bis 1944 wahr.
Gottschald wird als „farbloser Fachbeamter“ eingeschätzt.

## Auszeichnungen
- 1916 Ritterkreuz 2. Klasse mit Schwertern des königlich sächsischen Albrechtsordens

## Schriften (Auswahl)
- Die Ehrenzahlung der Wechselordnung. Inaugural-Dissertation. Buchdruckerei O. Wigand, 1910.